# Ivo Kurtini
Ivica „Ivo” Kurtini (ur. 23 czerwca 1922 w Zagrzebiu, zm. 12 września 1990 w Rijece) – chorwacki piłkarz wodny. W barwach Jugosławii srebrny medalista olimpijski z Helsinek.
Kurtini w 1952 w Helsinkach wspólnie z kolegami zajął drugie miejsce. Były to jego drugie igrzyska – cztery lata wcześniej Jugosławia była dziewiąta. Był srebrnym medalistą mistrzostw Europy w 1954 i brązowym w 1950.